# Óscar Aguirregaray
Óscar Aguirregaray, vollständiger Name Óscar Osvaldo Aguirregaray Acosta, (* 25. Oktober 1959 in Artigas) ist ein ehemaliger uruguayischer Fußballspieler und heutiger Trainer. Er ist der Vater des Fußballspielers Matías Aguirregaray.

## Karriere

### Spielertätigkeit

#### Vereine
Der 1,80 Meter große Defensivakteur Aguirregaray gehörte zu Beginn seiner Karriere von 1980 bis Ende 1985 der Mannschaft Nacional Montevideos an. Die „Bolsos“ gewannen in dieser Phase in den Jahren 1980 und 1983 die uruguayische Meisterschaft. 1980 entschieden die Montevideaner zudem sowohl die Copa Libertadores als auch den Weltpokal zu ihren Gunsten. Von 1986 bis Mitte 1988 war Aguirregaray für den Club Atlético Defensor aktiv. Der ebenfalls in der uruguayischen Hauptstadt beheimatete Klub sicherte sich 1987 den zweiten Landesmeistertitel der Vereinsgeschichte. Seit Juli 1988 stand er in Reihen des Internacional Porto Alegre, mit dem er die Finalspiele um die Copa União 1988 erreichte. Dort aber unterlag sein Team dem EC Bahia. Anfang 1990 wechselte er innerhalb Brasiliens zu Palmeiras São Paulo. Zum Jahresanfang 1991 kehrt er zu seinem seit der Fusion 1989 in Defensor Sporting umbenannten vormaligen Arbeitgeber zurück. Im selben Jahr wurde er mit der Mannschaft Uruguayischer Meister. Anfang 1994 schloss er sich dem Club Atlético Peñarol an und beendete seine aktive Karriere bei den „Aurinegros“ Ende 2000. Sein Klub erreichte währenddessen die Finalspiele um die Copa Conmebol 1994, in denen man in der Gesamtwertung dem FC São Paulo unterlag, und feierte in den Jahren 1994, 1995, 1996, 1997 und 1999 den Gewinn des Landesmeistertitels.

#### Nationalmannschaft
Aguirregaray gehörte bereits der dem Aufgebot der uruguayischen A-Nationalmannschaft bei der Copa América 1987 an, das den Kontinentalmeistertitel gewann. Er debütierte jedoch erst am 18. Januar 1995 beim 2:2-Auswärtsunentschieden im Freundschaftsländerspiel gegen das spanische Nationalteam, als er von Trainer Héctor Núñez in die Startelf beordert wurde. Er wurde für die Copa América 1995 nominiert und trug in Reihen der uruguayischen Mannschaft mit einem Einsatz in der Gruppenphase zum Turniersieg bei. Zudem wirkte er in vier Qualifikationsspielen zur Weltmeisterschaft 1998 mit. Insgesamt absolvierte er zehn Länderspiele, bei denen ihm ein persönlicher Torerfolg aber nicht gelang. Sein letzter Länderspieleinsatz in der „Celeste“ datiert vom 10. September 1997, als er unter Nationaltrainer Roque Máspoli beim 1:2-Auswärtsniederlage gegen die Auswahl Perus auflief.

#### Erfolge
- Copa América: 1987, 1995
- Uruguayischer Meister: 1980, 1983, 1987, 1991, 1994, 1995, 1996, 1997, 1999

### Trainerlaufbahn
Aguirregaray schlug nach der aktiven Karriere eine Trainerlaufbahn ein. Im Januar 2005 trat er eine Trainerstelle bei River Plate Montevideo an und wirkte in dieser Funktion bis Mitte Juni des Folgejahres. Von März 2010 bis Mitte Mai 2010 war er Co-Trainer des Danubio FC. Sodann war er von Juli 2010 bis kurz vor Weihnachten 2014 als Assistenztrainer der Nationalmannschaft Perus tätig. Wenige Tage später schloss er sich am 23. Dezember 2014 in ebensolcher Funktion dem Club Atlético Peñarol an und schied dort am 22. Januar 2016 gemeinsam mit Cheftrainer Pablo Bengoechea aus dem Amt.